# Guild no Uketsukejō desu ga, Zangyō wa Iya nanode Boss wo Solo Tōbatsu Shiyō to Omoimasu
Guild no Uketsukejō desu ga, Zangyō wa Iya nanode Boss wo Solo Tōbatsu Shiyō to Omoimasu (ギルドの受付嬢ですが、残業は嫌なのでボスをソロ討伐しようと思います dịch "Tôi là nhân viên tiếp tân của guild, nhưng vì ghét làm thêm giờ nên tôi quyết định solo đánh bại boss") là một light novel Nhật sáng tác bởi Kousaka Mato. ASCII Media Works sau đó đã bắt đầu xuất bản bộ truyện dưới ấn hiệu Dengeki Bunko từ tháng 3 năm 2021, với phần minh họa của Gaou. Câu chuyện xoay quanh việc cô lễ tân Kurōbā Arina vì không muốn làm việc thêm giờ mà một mình solo boss giúp cho mỗi ngày làm việc của cô trở nên suôn sẻ hơn.
Một bản chuyển thể thành manga do Yūki Suzu minh họa bắt đầu được đăng trên tạp chí Dengeki Daioh của ASCII Media Works từ tháng 6 năm 2021. Tác phẩm cũng đã được chuyển thể thành anime truyền hình bởi CloverWorks do Nagasawa Tsuyoshi làm đạo diễn, bắt đầu lên sóng tại Nhật Bản vào tháng 1 năm 2025. Medialink được cấp phép phát trực tuyến trên nền tảng trực tuyến tại Đông Nam Á và Nam Á.

## Cốt truyện
Alina Clover trở thành nữ lễ tân của hiệp hội mạo hiểm giả vì cô nghĩ rằng đây sẽ là một công việc nhẹ nhàng và ổn định. Tuy nhiên, thực tế lại hoàn toàn trái ngược so với suy nghĩ của cô. Cô rất đau đầu khi phải đối phó với đám "đầu đất" và những kẻ tự cao, liên tục nhắc nhở họ phải tuân thủ quy định. Chưa kể, đồng nghiệp còn thường xuyên đùn đẩy công việc chưa hoàn thành cho cô, khiến cô phải tăng ca mà không có lương. Mọi chuyện càng tệ hơn khi các Boss trong hầm ngục cứ mãi không bị đánh bại, dẫn đến khối lượng giấy tờ tăng lên. Tuy nhiên, cứ mỗi lần như vậy, mỗi khi quá sức chịu đựng, cô sẽ phát cáu và dùng kỹ năng thần thánh để triệu hồi một cây búa khổng lồ, tự mình đi săn boss, trút hết mọi bực dọc lên lũ quái vật.
Thủ lĩnh của một nhóm mạo hiểm giả đã để mắt đến Alina và quyết tâm chiêu mộ cô vào đội của mình. Tuy nhiên, đối mặt với nguy cơ có thể bị sa thải khỏi công việc ổn định do làm việc bên ngoài mà không có sự cho phép, Alina buộc phải tìm cách tránh dính líu vào rắc rối này.

## Nhân vật

### Chính
Alina Clover (アリナ・クローバー Arina Kurōbā)
Lồng tiếng bởi: Takahashi Rie
Alina là một nhân viên lễ tân trẻ tuổi tại Quầy Iffole và cô đã làm việc tại đây được ba năm. Cô sở hữu tấm thẻ hạng nhất, hạng thẻ chỉ cấp cho top 10% những người có năng lực đặc biệt. Dù bản thân không hiểu vì sao mình có thể sử dụng các kỹ năng từ Thần Giới, Alina lại sở hữu sức mạnh có thể phá hủy di vật chỉ bằng một tay, điều này chứng tỏ cô  một chiến binh cực kỳ mạnh mẽ. Sau này, người ta phát hiện ra cô được ban tặng kỹ năng Dia, đạt đến cấp độ của một vị thần. Tuy nhiên, những Hắc Thần cũng sở hữu kỹ năng Dia, sức mạnh của họ đủ để chống lại cô. Với mong muốn có một cuộc sống thảnh thơi, Alina luôn cố gắng giải quyết hết công việc tăng ca trong ngày, vì cô đã quá mệt mỏi với việc để dồn việc sang ngày hôm sau. Cô luôn tìm cách để giảm bớt việc làm thêm giờ, thậm chí còn trực tiếp đàm phán với hội trưởng Glen. Alina thường xuyên cảm thấy phiền phức trước sự hỗ trợ nhiệt tình của Jade, người luôn sẵn sàng giúp đỡ cô bằng mọi cách. Cô bực bội vì anh ta dường như còn giỏi giang hơn mình nhưng lại không hề nhận ra rằng Jade có tình cảm với cô. Dù vậy, theo dòng diễn biến câu chuyện, Alina dần dần học cách tôn trọng và quan tâm đến Jade.
Cô còn được biết đến với biệt danh "Đao Phủ", tuy nhiên, cô sử dụng bí danh trên giấy tờ là "Rovelc Anila". Tính đến thời điểm hiện tại, chỉ có Jade, Laila, Kiếm Bạc, Glen, Fili, và đội cận vệ của hội là những người biết được bí mật này.
Jade Scrade (ジェイド・スクレイド Jeido Sukureido)
Lồng tiếng bởi: Kumagai Kentarō
Jade là thủ lĩnh kiêm tanker của đội Kiếm Bạc. Anh ta rất khéo léo và thường xuyên giúp Alina giải quyết công việc tăng ca.  Jade đã phải lòng Alina ngay từ cái nhìn đầu tiên và không ngừng tìm cách để chinh phục cô, đồng thời luôn cố gắng thuyết phục cô gia nhập đội của mình vì anh biết được thân phận bí mật của cô. Tuy nhiên, Alina luôn từ chối và tránh né anh. Jade cũng tỏ ra ghen tuông mỗi khi thấy những người đàn ông khác cố gắng tán tỉnh Alina. Mặc dù vậy, anh vẫn luôn ủng hộ và giữ kín bí mật cho Alina, không tiết lộ với bất kỳ ai. Có một lần, Jade đã thuyết phục thành công Alina gia nhập đội của anh, nhưng đó chỉ là tạm thời, vì sau đó anh bị Rufus ép anh phải loại Alina ra khỏi đội.
Laila (ライラ Raira)
Lồng tiếng bởi: Yū Serizawa
Là một nữ nhân viên lễ tân mới và cũng là người em thân thiết của Alina. Cô ấy thầm mến mộ Đao Phủ, nhưng đã bị sốc khi phát hiện ra rằng người đó chính là Alina. Trên cánh tay cô có khắc một vòng tròn ma thuật.

## Truyền thông

### Light novel
Light novel được minh họa bởi Gaou và được phát hành dưới ấn hiệu Dengeki Bunko của ASCII Media Works với tập đầu tiên ra mắt vào ngày  tháng 3 năm 2021. Tính đến thời điểm tháng 8 năm 2024, bộ truyện đã phát hành được tám tập. Tại sự kiện Sakura-Con 2023, trong một thông báo của mình, Yen Press đưa ra thông báo rằng công ty đã có bản quyền của bộ light novel này.
| # | Ngày phát hành tiếng Nhật | ISBN tiếng Nhật   |
| - | ------------------------- | ----------------- |
| 1 | 10 tháng 3 năm 2021       | 978-4-04-913688-3 |
| 2 | 9 tháng 7 năm 2021        | 978-4-04-913871-9 |
| 3 | 10 tháng 11 năm 2021      | 978-4-04-913937-2 |
| 4 | 10 tháng 3 năm 2022       | 978-4-04-914144-3 |
| 5 | 8 tháng 7 năm 2022        | 978-4-04-914534-2 |
| 6 | 7 tháng 1 năm 2023        | 978-4-04-914813-8 |
| 7 | 9 tháng 6 năm 2023        | 978-4-04-915121-3 |
| 8 | 9 tháng 8 năm 2024        | 978-4-04-915345-3 |

### Manga
Một bản chuyển thể manga do Yūki Suzu minh họa đã bắt đầu được đăng dài kỳ trên tạp chí Dengeki Daioh của ASCII Media Works vào ngày 28 tháng 6 năm 2021. Tính đến ngày 10 tháng 6 năm 2025, các chương truyện đã được biên tập thành 6 tập tankōbon.
| # | Ngày phát hành tiếng Nhật | ISBN tiếng Nhật   |
| - | ------------------------- | ----------------- |
| 1 | 10 tháng 1 năm 2022       | 978-4-04-914263-1 |
| 2 | 7 tháng 10 năm 2022       | 978-4-04-914652-3 |
| 3 | 9 tháng 6 năm 2023        | 978-4-04-915105-3 |
| 4 | 9 tháng 2 năm 2024        | 978-4-04-915500-6 |
| 5 | 10 tháng 10 năm 2024      | 978-4-04-915971-4 |
| 6 | 10 tháng 6 năm 2025       | 978-4-04-916456-5 |